# کامپلارا
کامپلارا (به اسپانیایی: Campolara) یک شهرستان در اسپانیا است.